# Nora Ribokienė

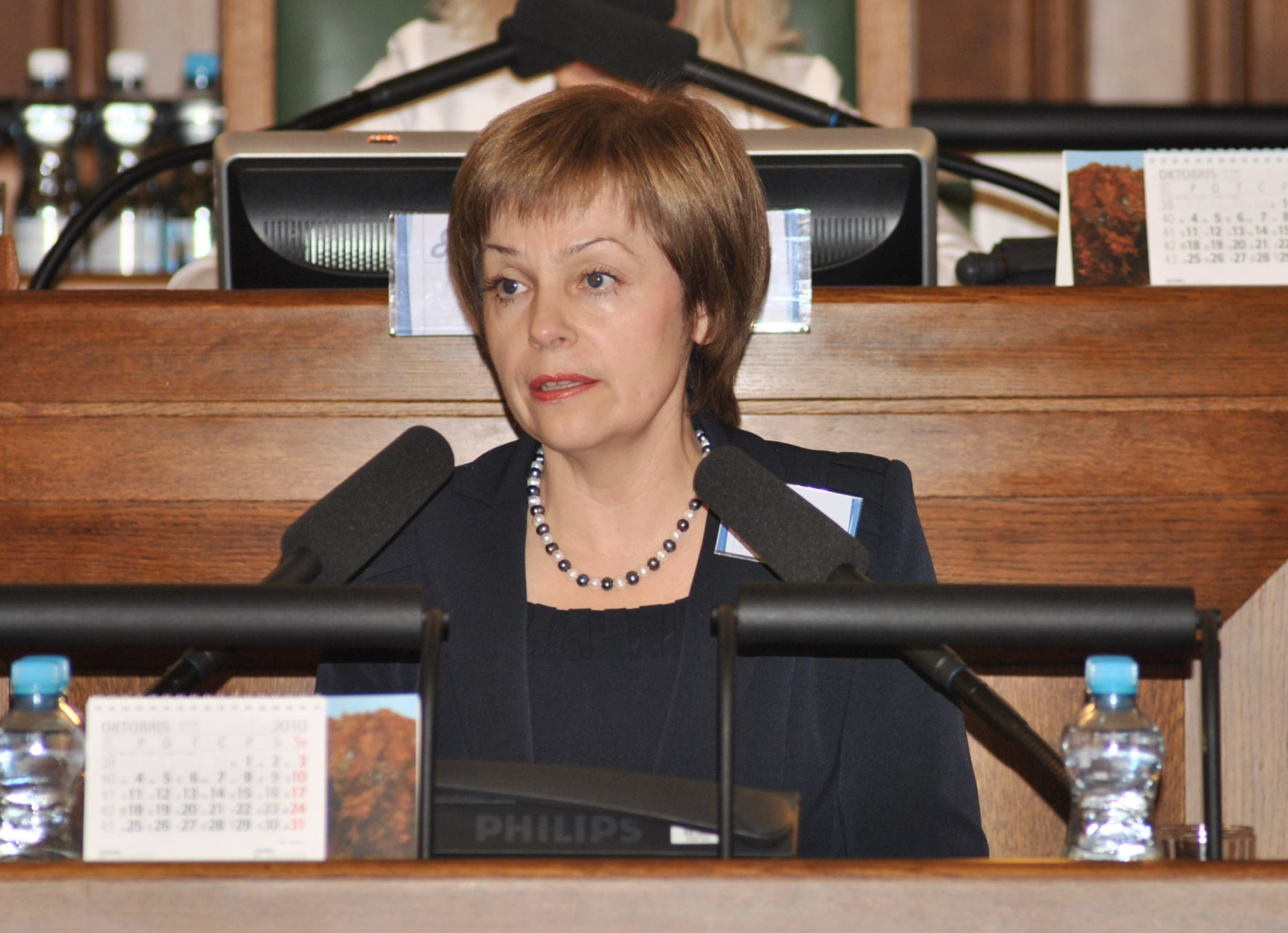
Nora Ribokienė, 2010

Nora Ribokienė (* 26. August 1956 in Varėna) ist eine litauische Ärztin und Politikerin.

## Leben
Nach dem Abitur von 1963 bis 1974 an der Mittelschule Druskininkai absolvierte sie von 1974 bis 1980  das Diplomstudium der Medizin und von 1984 bis 1986 klinische Ordinatur an der Vilniaus universitetas.
Von  1986 bis 2004  arbeitete sie als Therapeutin, Sonograferin, Sexopathologin am Mykolas-Marcinkevičius-Krankenhaus.
Von Dezember 2008 bis 2012 war sie stellvertretende Gesundheitsministerin Litauens im Kabinett Kubilius II (15. Regierung).
Sie ist verheiratet und hat ein Kind.